# Mont-redon
El Mont-redon és una muntanya de 864 metres que es troba al municipi de Tivissa, a la comarca catalana de la Ribera d'Ebre.